# Molophilus (Molophilus) remulsus
Molophilus (Molophilus) remulsus is een tweevleugelige uit de familie steltmuggen (Limoniidae). De soort komt voor in het Oriëntaals gebied.